# George Porter, Jr.
George Porter Jr. es un bajista estadounidense de funk.

## Biografía
Conocido sobre todo como el bajista y uno de los miembros fundadores  de The Meters, una de las bandas de funk más importantes e influyentes de los 60 y 70, Porter ha desarrollado una extensa carrera como músico de sesión en multitud de proyectos durante los últimos 40 años.
Porter se unió a The Meters en 1967 y permaneció con ellos hasta su último álbum de estudio, en 1977, participando en posteriores reuniones de los miembros del grupo original. Mantiene una fructífera carrera como músico de estudio hasta que, en 1990 publica "Runnin' Partner" un álbum de debut que obtiene críticas irregulares, y al que siguen, entre otros, Things Ain't What They Used to Be (1994) y Funk this (1997). Desde 2000 sigue actuando con una nueva versión de The Meters, bajo el nombre de Funky Meters.
Entre los músicos con los que George Porter Jr. ha colaborado se encuentran figuras tan conocidas como Paul McCartney, Jimmy Buffett, David Byrne, Patti LaBelle, Robbie Robertson o Tori Amos así como músicos de Nueva Orleans como Allen Toussaint, Earl King, Lee Dorsey o Johnny Adams

## Valoración y estilo
George Porter Jr. está considerado por los medios especializados como uno de los bajistas más importantes en la historia del funk un estilo en el que, junto al baterista Zigaboo Modeliste, ha colaborado en trazar las líneas fundamentales. Con un poderoso sentido del groove, Porter posee asimismo una gran facilidad melódica, además de ser un competente vocalista.

## Discografía en solitario
- It's Life, Highsteppin' Productions LLC, 2007
- Funk N' Go Nuts, Transvideo Productions, 2000
- Funk This, Transvideo Productions, 1997
- Things Ain't What They Used To Be 1994
- Count On You, Japan Release, 1994
- Runnin Pardners, Rounder Records, 1990